# Pānzdah-e Khordād
Pānzdah-e Khordād (persiska: پانزدَهِ خُرداد) är en ort i Iran.   Den ligger i provinsen Ilam, i den västra delen av landet, 500 km sydväst om huvudstaden Teheran. Pānzdah-e Khordād ligger 872 meter över havet och antalet invånare är 178.
Terrängen runt Pānzdah-e Khordād är varierad.Runt Pānzdah-e Khordād är det ganska glesbefolkat, med 39 invånare per kvadratkilometer. Närmaste större samhälle är Lūmār, 4,4 km öster om Pānzdah-e Khordād. Omgivningarna runt Pānzdah-e Khordād är i huvudsak ett öppet busklandskap.